# 1963 Bezovec
1963 Bezovec este un asteroid din centura principală, descoperit pe 9 februarie 1975 de Luboš Kohoutek.